# Droga krajowa nr 68 (Polska)
Droga krajowa nr 68 (DK68) – droga krajowa klasy GP o długości około 11,4 km, z czego 5,197 km znajduje się w administracji Generalnej Dyrekcji Dróg Krajowych i Autostrad. Na całej długości leży na obszarze województwa lubelskiego. Trasa ta łączy przejście graniczne z Białorusią w Kukurykach z drogą krajową nr 2 w Wólce Dobryńskiej. Droga w całości leży na terenie powiatu bialskiego (gminy: Terespol i Zalesie).
W okresie od 14 lutego 1986 roku do reformy sieci dróg krajowych w 2000 roku na całej długości była oznaczona jako droga krajowa nr 812.
W latach 2005 – 2007 odbywała się przebudowa drogi, w ramach której m.in. odnowiono nawierzchnię i wzmocniono do nacisku 115 kN/oś, a także zbudowano betonowy pas postojowy o szerokości 4 m i długości około 5 km, rozciągający się od skrzyżowania z drogą krajową nr 2 w Wólce Dobryńskiej do terminalu samochodowego w Koroszczynie. Od terminala drogą mogą poruszać się wyłącznie samochody ciężarowe.
Fragment trasy przebiegający od okolic terminala do granicy państwowej pokrywa się z planowanym przebiegiem autostrady A2.

## Dopuszczalny nacisk na oś
Od 15 listopada 2005 roku na całej długości drogi dopuszczalny jest ruch pojazdów o nacisku pojedynczej osi do 11,5 tony, wcześniej do 10 ton.

## Miejscowości leżące na trasie DK68
- Wólka Dobryńska (DK2)
- Koroszczyn – terminal samochodowy
- Kukuryki (DW698[a]) – granica z Białorusią